# 지카가와역
지카가와역(일본어: 近川駅)은 일본 아오모리현 무쓰시에 위치한 동일본 여객철도 오미나토 선의 철도역이다. 단선 승강장 1면 1선의 구조를 갖춘 지상역이다.

## 역 주변
- 국도 제279호선
- 일본 해상자위대 오미나토 시스템 통신대 지카가와 수신소

## 역사
- 1921년 9월 25일 : 개업.
- 1972년 3월 15일 : 화물 취급 폐지, 무인화.
- 1987년 4월 1일 : 일본국유철도 분할 민영화에 의해, 동일본 여객철도가 승계.

## 인접 역
| 동일본 여객철도 오미나토 선 | 동일본 여객철도 오미나토 선 | 동일본 여객철도 오미나토 선 |
| --------------------------- | --------------------------- | --------------------------- |
| 무쓰요코하마 하치노헤 방면  | □ 쾌속 '시모키타'           | 시모키타 오미나토 방면      |
| 아리하타 노헤지 방면        | ■ 보통                      | 가나야사와 오미나토 방면    |